# Christof Biebricher
Christof Kurt Biebricher (* 15. Dezember 1941 in Schopfheim; † 17. Februar 2009) war ein deutscher Naturwissenschaftler und Hochschullehrer.

## Leben
Biebricher wirkte als Professor am Göttinger Max-Planck-Instituts für biophysikalische Chemie. In seinen Forschungsarbeiten beschäftigte er sich mit Mechanismen der Chemischen Evolution. Insbesondere untersuchte er enzymfreie Replikation und Evolution von RNS, prebiotsche RNS-Synthese, sowie Evolution in Viren. Darauf basieren Modelle der Fortpflanzung in den frühesten Formen des Lebens auf der Erde. Einer weiteren Öffentlichkeit wurde er durch einen Beitrag Entstand das Leben im Eis? des Nachrichtenmagazins Der Spiegel bekannt.
Christof Biebricher wirkte neben seiner wissenschaftlichen Tätigkeit als nebenamtlicher Organist für die Orgel der Pfarrkirche St. Marien und Chorleiter an St. Marien in Göttingen. Des Weiteren veröffentlichte er als Herausgeber kostenlose Noten im Werner Icking Music Archive (WIMA).

## Schriften
- Synthese von lambda-Phagen-DNA in einem subzellulären System. Dissertation, Heidelberg 1970.
- Replikation und Evolution von RNA in vitro. Habilitationsschrift, Braunschweig 1987.
- mit Hauke Trinks, Wolfgang Schröder: Eis und die Entstehung des Lebens. (Ice and the origin of life). Shaker Verlag, Aachen 2003, ISBN 3-8322-1493-3.
- mit Manfred Eigen, Esteban Domingo, John J. Holland: Quasispezies und RNA Virus Evolution. Principles and Consequences. (Molecular Biology Intelligence Unit). RG Landes Co., Austin TX 2001, ISBN 978-1-58706-077-9.
- Verzeichnis publizierter Arbeiten (Memento vom 14. August 2009 im Internet Archive) mit den meisten Veröffentlichungen bis einschließlich 2006.